# ミルトン (マサチューセッツ州)
ミルトン（Milton）は、アメリカ合衆国マサチューセッツ州のノーフォーク郡にある町。人口は2万8630人（2020年）。ボストンの南に隣接する富裕層住宅地である。

## 交通
鉄道はマサチューセッツ湾交通局のマタパン線を利用できる。道路は州間高速道路93号線が町の東部を通る。

## 関係者
- ジョナサン・ベルチャー：政治家
- バックミンスター・フラー：建築家
- ジョージ・H・W・ブッシュ：41代大統領
- ハル・クレメント：作家
- エドワード・ジョンソン3世：投資家
- ジェニー・スレイト：コメディアン
- マット・ダフィー：野球選手